# Выленжек, Томаш
То́маш Выле́нжек (пол. Tomasz Wylenżek; 9 января 1983, Сверклянец) — немецкий гребец-каноист польского происхождения, выступал за сборную Германии на всём протяжении 2000-х годов. Олимпийский чемпион, серебряный и бронзовый призёр Олимпийских игр, пять раз чемпион мира, четырежды чемпион Европы, многократный победитель и призёр первенств национального значения.

## Биография
Томаш Выленжек родился 9 января 1983 года в деревне Нове-Хехло гмины Сверклянец Силезского воеводства, однако в 2000 году с родителями переехал на постоянное жительство в Германию. Активно заниматься греблей начал в раннем детстве, позже проходил подготовку в ассоциации каноэ города Эссен в федеральной земле Северный Рейн-Вестфалия, тренировался под руководством тренера Роберта Бергера. Среди юниоров уже в 2001 году одержал две победы на юношеском чемпионате мира в Бразилии.
На взрослом международном уровне дебютировал в сезоне 2002 года, когда попал в основной состав немецкой национальной сборной и побывал на первенстве мира в испанской Севилье, где, тем не менее, пробиться в число призёров не смог — в двойках на дистанции 500 метров финишировал в финале седьмым. Благодаря череде удачных выступлений удостоился права защищать честь страны на летних Олимпийских играх 2004 года в Афинах, совместно со своим партнёром Кристианом Гилле показал пятый результат на пятистах метрах и завоевал золото на тысяче.
В 2005 году на чемпионате мира в хорватском Загребе Выленжек стал призёром во всех трёх парных спринтерских дисциплинах, в том числе на дистанциях 500 и 1000 метров получил награды высшего золотого достоинства. На двухстах метрах вынужден был довольствоваться серебром, проиграв россиянам Евгению Игнатову и Николаю Липкину.
Не менее успешно выступил и на чемпионате Европы в польской Познани, где в тех же трёх дисциплинах одолел всех своих соперников и трижды поднимался на верхнюю ступень пьедестала почёта. В следующем сезоне в двойках на двухстах метрах выиграл серебряную медаль, затем на домашнем чемпионате мира в Дуйсбурге в трёх парных дисциплинах добыл три разные медали: серебряную в гонке на 200 метров, бронзовую на 500 метров и золотую на 1000. Помимо этого, на тысяче метров одержал победу на европейском первенстве в испанской Понтеведре, став таким образом четырёхкратным чемпионом Европы и трёхкратным чемпионом мира.
Будучи одним из лидеров сборной Германии, успешно прошёл квалификацию на Олимпийские игры 2008 года в Пекине, где вместе с тем же Гилле выиграл бронзу на пятистах метрах и серебро на тысяче — в первом случае не смог обогнать команды из Китая и России, во втором проиграл братьям Андрею и Александру Богдановичам из Белоруссии. Год спустя на чемпионате мира в канадском Дартмуте в паре с новым партнёром Эриком Лойе добился чемпионского звания в гонке каноэ-двоек на дистанции 1000 метров. Ещё через год на мировом первенстве в польской Познани взял бронзу в километровой программе четырёхместных экипажей.
Последнюю значимую победу одержал в 2011 году на чемпионате мира в венгерском Сегеде, когда при поддержке напарника Штефана Хольца завоевал золото на тысячеметровой дистанции. Пробовал пройти отбор на Олимпийские игры в Лондон, но не смог этого сделать, в конкурентной борьбе уступил молодым гребцам Курту Кушеле и Петеру Кречмеру, которые в итоге стали чемпионами. Вскоре Выленжек объявил о завершении карьеры профессионального спортсмена, в настоящее время работает тренером в администрации федеральной полиции.